# U-matic

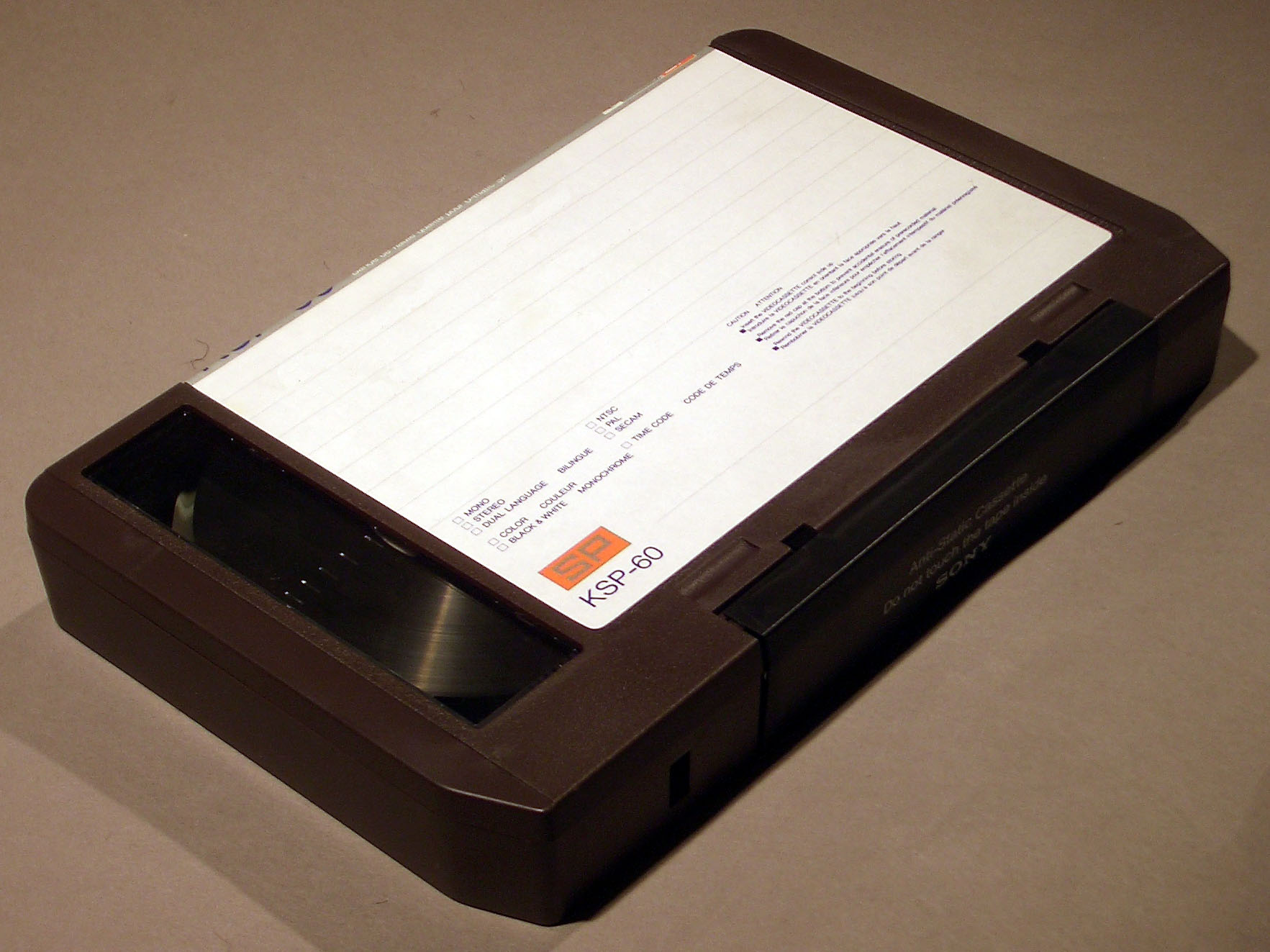
Một cuộn băng của U-matic

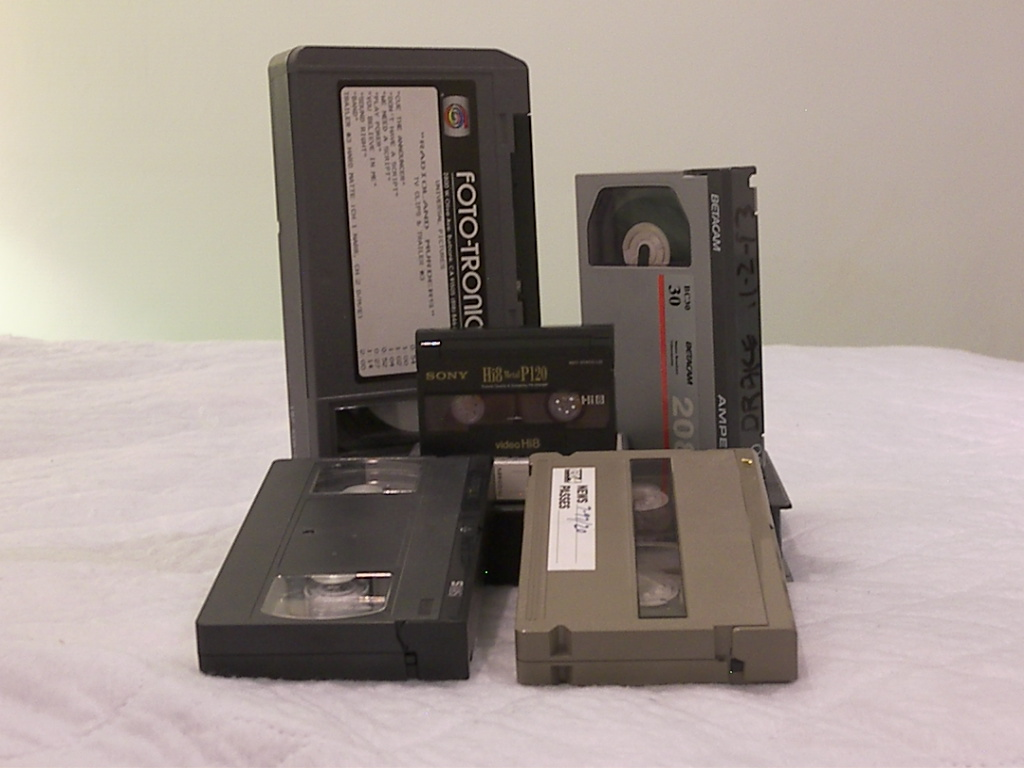
U-matic(màu đen lớn,bên trái)đối diện với các cuộn băng hiện đại như Betamax,VHS,...

U-matic là một tín hiệu tương tự thu âm máy chiếu phim định dạng đầu tiên thể hiện bởi Sony trong nguyên mẫu trong tháng 10 năm 1969, và đưa ra thị trường vào tháng năm 1971. Nó là một trong những định dạng video đầu tiên để chứa các băng video bên trong một băng cassette, như trái ngược với nhiều reel- cuộn hoặc các định dạng cuộn mở của thời gian. Không giống như hầu hết các định dạng băng dựa trên băng cassette khác, cuộn cung cấp và cuộn lên trong băng cassette quay ngược hướng trong khi phát lại, tua nhanh và tua lại: một cuộn sẽ chạy theo chiều kim đồng hồ trong khi cuộn kia chạy ngược chiều kim đồng hồ. Một cơ chế khóa không thể thiếu đối với mỗi hộp băng cassette bảo vệ các đầu nối băng trong quá trình vận chuyển để giữ vết thương băng chặt trên các đầu mối. Sau khi cassette được tháo ra khỏi vỏ, các hub được tự do quay. Một cánh cửa băng dính lò xo bảo vệ băng khỏi bị hư hại; khi cassette được đưa vào VCR, cửa sẽ được giải phóng và được mở, cho phép cơ chế VCR để cuộn băng xung quanh trống video quay. Ghi âm ngẫu nhiên được ngăn chặn bằng cách không có nút nhựa màu đỏ được gắn vào một lỗ trên bề mặt dưới của băng;

## Phát triển
Là một phần của sự phát triển, vào tháng 3 năm 1970, Sony, Panasonic, JVC và năm công ty không phải của Nhật Bản đã đạt được thỏa thuận về các tiêu chuẩn thống nhất.
Các băng video là 3 / 4  in (19 mm) rộng, vì vậy định dạng thường được gọi là "ba phần tư inch" hoặc đơn giản là "ba phần tư", so với mở các định dạng reel băng video được sử dụng trong suốt thập kỷ, chẳng hạn như 1 trong băng video loại C (25 mm) và băng video tứ cực 2 in(51 mm).
Thế hệ đầu tiên của VCR U-matic là các thiết bị lớn, rộng khoảng 30 in (76 cm), sâu 24 in (61 cm) và cao 12 in (30 cm), cần có giá đỡ đặc biệt và có các điều khiển cơ giới hạn trong Record, Phát, Tua lại, Chuyển tiếp nhanh, Dừng và Tạm dừng (với video bị tắt tiếng trên các mẫu đầu tiên). Các mô hình sau này có các cải tiến như khung gầm để lắp giá đỡ EIA 19 inch, với giá đỡ trượt để lưu trữ nén trong môi trường phát sóng, cơ học điều khiển điện từ, núm điều khiển chạy bộ, điều khiển từ xa, Mã thời gian dọc (VITC), mã thời gian dọc, các điều khiển chỉnh sửa chỉ cắt nội bộ, phát lại chuyển động chậm "Slo-Mo" và giảm tiếng ồn âm thanh Dolby.
U-matic được đặt tên theo hình dạng của đường băng khi nó được luồn xung quanh trống đầu quét video xoắn ốc, giống như chữ U.Betamax cũng sử dụng một loại "B-load" tương tự. Thời gian ghi âm được giới hạn trong một giờ.

## Giới thiệu
Tại buổi giới thiệu năm 1971 của U-Matic, Sony ban đầu dự định đây là định dạng băng video hướng đến thị trường tiêu dùng. Điều này đã được chứng minh là một sự thất bại, vì chi phí sản xuất cao và giá bán lẻ của các VCR đầu tiên của định dạng. [2] Nhưng chi phí đủ phải chăng cho khách hàng công nghiệp và tổ chức, nơi định dạng này rất thành công cho các ứng dụng như truyền thông kinh doanh và truyền hình giáo dục. Do đó, Sony đã chuyển hướng tiếp thị của U-Matic sang các lĩnh vực công nghiệp, chuyên nghiệp và giáo dục.
U-Matic thậm chí còn thành công hơn từ ngành phát thanh truyền hình vào giữa những năm 1970, khi một số đài truyền hình địa phương và mạng truyền hình quốc gia sử dụng định dạng này khi model di động đầu tiên của nó, Sony VO-3800, được phát hành vào năm 1974. Điều này mô hình mở ra kỷ nguyên của ANH, hay Thu thập tin tức điện tử, cuối cùng đã làm cho các máy quay phim 16mm trước đây thường bị sử dụng để thu thập tin tức truyền hình tại chỗ. Yêu cầu phát triển phim đã mất thời gian, so với việc phát lại băng video có sẵn ngay lập tức, làm cho tin tức nhanh hơn có thể.

## Mô hình
U-matic cũng có sẵn ở kích thước băng cassette nhỏ hơn, được biết đến với tên chính thức là U-Matic S. Giống như VHS-C, U-Matic S được phát triển như một phiên bản di động hơn của U-Matic, được sử dụng trong S cỡ nhỏ hơn các máy ghi âm định dạng như Sony VO-3800 đã nói ở trên, cũng như các mẫu VO-4800, VO-6800, VO-8800, BVU-50, BVU-100 và BVU-150 sau này của Sony, cùng với các mẫu khác của Sony, Panasonic, JVC và các nhà sản xuất khác. Để giảm thiểu trọng lượng và số lượng lớn trong lĩnh vực này, máy ghi âm cầm tay có nguồn điện xoay chiều bên ngoài hoặc có thể được vận hành từ pin niken-cadmium có thể sạc lại.
Điểm giá của sê-ri VO được định hướng theo các lĩnh vực giáo dục, doanh nghiệp và công nghiệp, đặc trưng là các đầu nối âm thanh không cân bằng và thường không bao gồm mã thời gian SMPTE (mặc dù một hoặc hai công ty cung cấp dịch vụ sửa đổi sau thị trường để cài đặt mã thời gian theo chiều dọc). VO-3800 phần lớn là kim loại, khiến cho thiết bị nặng, nhưng vẫn có thể mang theo kỹ thuật. VO-4800 có chức năng tương tự như VO-3800, nhưng với trọng lượng và kích thước giảm đáng kể, bằng cách thay thế nhiều thành phần bằng nhựa. VO-6800 đã bổ sung sự cải tiến của một tiêu chuẩn pin dài và mỏng ("thanh kẹo") cho phép lưu trữ pin trong túi quần. Số mô hình phổ biến cho các loại pin này là NP-1, NP-1A và NP-1B. Các VO-8800là sản phẩm cuối cùng của dòng VO di động được sản xuất bởi Sony và có tính năng vận chuyển được điều khiển bằng điện từ.
Sê-ri Sony BVU đã thêm mã thời gian SMPTEtheo chiều dọc và dọc, đầu nối XLR âm thanh cân bằngvà các tính năng vận chuyển nặng hơn. BVU-50 cho phép ghi trong trường nhưng không phát lại và BVU-100 cho phép cả ghi và phát lại trong trường. Máy ghi âm cầm tay được kết nối với máy ảnh bằng cáp nhiều dây được kết thúc bằng đầu nối nhiều chân ở mỗi đầu. Cáp mang âm thanh hai chiều, video, đồng bộ hóa, điều khiển bật / tắt ghi âm và nguồn. Phòng thu ban đầu và tất cả các VCR U-Matic di động có cơ chế kiểu ngăn kéo yêu cầu phải chèn băng, sau đó là đóng ngăn kéo bằng tay (cơ chế "tải hàng đầu"). Các VCR studio sau đó đã chấp nhận cassette từ một cổng mở và cassette được kéo vào và ngồi trong vận chuyển (một cơ chế "tải trước").
Các băng định dạng S có thể được phát lại trong các sàn U-Matic tiêu chuẩn hàng đầu cũ hơn với sự hỗ trợ của bộ chuyển đổi (KCA-1 từ Sony) được trang bị xung quanh một băng cỡ S; các máy tải trước mới hơn có thể chấp nhận băng định dạng S trực tiếp, vì các băng có một khe ở mặt dưới di chuyển dọc theo một tab. Các băng U-Matic S có thời gian ghi tối đa là 20 phút và các băng lớn 1 giờ, mặc dù một số nhà sản xuất băng như 3M đã phát hành với băng S 30 phút và băng lớn 75 phút (và DuPont thậm chí còn quản lý 90- băng phút) [3] bằng cách sử dụng băng mỏng hơn. Đó là các sàn định dạng S của U-Matic đã mở ra sự khởi đầu của ANH, hay Thu thập tin tức điện tử.
Một số VCR U-Matic có thể được điều khiển bởi các bộ điều khiển chỉnh sửa video bên ngoài, chẳng hạn như Sony RM-440 chỉ dành cho các hệ thống chỉnh sửa video tuyến tính. Sony và các nhà sản xuất khác như Convergence, Calaway và CMX Systems đãsản xuất các hệ thống cuộn A / B, cho phép hai hoặc nhiều VCR được điều khiển và đồng bộ hóa để hòa tan video và các hiệu ứng chuyển động khác, tích hợp trình tạo ký tự, bộ điều khiển âm thanh và video kỹ thuật số hiệu ứng (DVE).
Năm 1976, Sony giới thiệu định dạng Broadcast Video U-matic (BVU) băng tầntương thích cao bán ngược. [4] Định dạng U-matic ban đầu được gọi là băng tần thấp. Định dạng BVU có hệ thống ghi màu cải tiến và độ ồn thấp hơn. BVU đã trở nên phổ biến rộng rãi trong chương trình ANH và lập chương trình định vị, đánh vần phần cuối của phim 16 mm trong sản xuất hàng ngày. Đến đầu những năm 1990, Betacam 1 ⁄ 2  in (1,3 cm) của SonyĐịnh dạng SP có tất cả trừ BVU ngoài việc lập chương trình ngân sách và doanh nghiệp. Với sê-ri BVU 800, Sony đã thực hiện một cải tiến cuối cùng cho BVU, bằng cách cải tiến hơn nữa hệ thống ghi âm và cung cấp cho nó hậu tố "SP" giống như Betacam. SP có độ phân giải ngang là 330 dòng,. Tần số sóng mang Y-FM dòng BVU 800 đã tăng lên 1,2 MHz cho băng thông rộng hơn. Dòng BVU 800 cũng bổ sung giảm tiếng ồn âm thanh Dolby. Dòng BVU 900 của Sony là VTR U-matic cuối cùng được sản xuất bởi Sony.Các bản ghi BVU-SP và Beta-SP thế hệ đầu tiên rất khó phân biệt, nhưng mặc dù điều này đã được viết trên tường cho gia đình U-matic, do các vấn đề nội tại với định dạng.

## Vấn đề
Một vấn đề định kỳ với định dạng là hư hỏng băng video do ma sát kéo dài của đầu trống quay video đối với băng video bị tạm dừng. Trống sẽ chà oxit ra khỏi băng hoặc băng sẽ nhăn; khi băng bị hỏng được phát lại, một đường ngang của hình ảnh bị méo sẽ xuất hiện trong khung và âm thanh sẽ rơi ra. Các nhà sản xuất đã cố gắng giảm thiểu vấn đề này bằng các sơ đồ trong đó băng sẽ nới lỏng xung quanh đầu kéo sợi hoặc đầu sẽ ngừng quay sau khi nghỉ ở chế độ tạm dừng trong một khoảng thời gian xác định trước. [6]
Hình ảnh video định dạng cũng bị nhiễu chuyển đổi đầu, biến dạng của hình ảnh trong đó một phần video ở dưới cùng của khung video sẽ bị lệch theo chiều ngang từ phần lớn hơn.
Định dạng cũng gặp khó khăn khi tái tạo màu đỏ và hình ảnh màu đỏ sẽ nhiễu hơn các màu khác trong phổ. Vì lý do này, tài năng trên máy ảnh đã không được khuyến khích mặc quần áo màu đỏ sẽ gây chú ý đến sự thiếu sót kỹ thuật.
Sao chép video từ một VCR U-matic khác độ tin cậy phát lại bị xâm, và mức độ tiếng ồn đầu chuyển đổi, chroma nhòe, và tiếng ồn chroma phức tạp với mọi thế hệ. Những vấn đề này thúc đẩy các biên tập viên và kỹ sư băng video sử dụng các công việc xung quanh để giảm thiểu sự xuống cấp này. Bộ chỉnh sửa cơ sở thời gian (TBC) có thể được sử dụng để tạo lại phần đầu đồng bộ của tín hiệu video được gửi đến VCR "ghi", cải thiện độ tin cậy phát lại. Cáp "dub", được gọi chính thức hơn là "giải điều chế" (hay gọi tắt là "demod"), là cáp đa dây dẫn phá vỡ một phần của mạch video, giảm thiểu nhiễu khuếch đại.

## Sử dụng
Để đồng bộ hóa để phát sóng hoặc chỉnh sửa hệ thống genlock nhà sản xuất hậu kỳ, các VCR U-Matic yêu cầu bộ chỉnh sửa cơ sở thời gian (TBC). Một số TBC có mạch bù (DOC) thả ra sẽ giữ các dòng video trong bộ nhớ kỹ thuật số tạm thời để bù cho các lỗ hổng oxit hoặc các nếp nhăn trong băng video, tuy nhiên các mạch DOC cần sử dụng một số cáp và hiệu chuẩn chuyên gia.
Các băng U-matic cũng được sử dụng để dễ dàng vận chuyển các cảnh được quay cho các tờ nhật báo trong những ngày trước VHS, DVD và ổ cứng di động. Một số bộ phim đã tồn tại các bản sao trong hình thức này. Bản cắt thô đầu tiên của Ngày tận thế (phiên bản thô của Apocalypse Now Redux), đã tồn tại trên ba băng U-Matic. [số 8]
Chất lượng âm thanh bị tổn hại do sử dụng đầu băng âm thanh dọc kết hợp với tốc độ băng chậm. Sony cuối cùng đã thực hiệnmạch giảm nhiễu Dolby (sử dụng Dolby C) để cải thiện độ trung thực của âm thanh.
Bộ phim năm 2012 No, lấy bối cảnh vào những năm 1980 ở Chile, đã sử dụng băng U-matic để quay phim.

## Âm thanh kỹ thuật số
Xem thêm: 44,1 kHz
U-matic cũng được sử dụng để lưu trữ dữ liệu âm thanh kỹ thuật số. Hầu hết các bản ghi âm kỹ thuật số từ những năm 1980 được ghi trên băng U-matic thông qua bộ chuyển đổi Sony PCM-1600, -1610 hoặc -1630 PCM. Các thiết bị này chấp nhận âm thanh tương tự âm thanh nổi, số hóa nó và tạo ra "video giả" từ các bit, lưu trữ 48 bit. Ba mẫu 16 bit trên mạng như các vùng sáng và tối dọc theo mỗi đường quét. (Trên màn hình, "video" trông giống như các mẫu bàn cờ rung.) Điều này có thể được ghi trên máy ghi âm U-matic. Đây là hệ thống đầu tiên được sử dụng để làm chủ đĩa compact âm thanh vào đầu những năm 1980. Tốc độ lấy mẫu đĩa 44,1 kHz nổi tiếngđược dựa trên tính toán phù hợp nhất cho thời gian và tốc độ đường ngang của video của NTSC và PAL và băng thông độ chói của U-matic. Khi phát lại bộ điều hợp PCM đã chuyển đổi các vùng sáng và tối trở lại thành bit. Bậc thầy thủy tinh cho đĩa CD âm thanh đã được tạo ra thông qua laser từ đầu ra kỹ thuật số của PCM-1600 đến một máy phát quang - hoặc đĩa phủ polymer-thuốc nhuộm. Phương pháp này là phổ biến cho đến giữa những năm 1990.

## Từ chối sử dụng
U-matic không còn được sử dụng như một định dạng sản xuất truyền hình chính thống, nhưng nó đã tìm thấy sự hấp dẫn lâu dài như một định dạng rẻ tiền, được chỉ định rõ và khó mặc. Định dạng cho phép nhiều tổ chức phát sóng và không phát sóng sản xuất chương trình truyền hình với ngân sách có thể truy cập, phân phối lập trình sinh sản, phát lại lớp học, v.v... Ở mức độ phổ biến, thiết bị ghi và phát lại U-matic được sản xuất bởi Sony, Panasonic, JVC và Sharp, với nhiều nhà sản xuất sản phẩm phụ, chẳng hạn như bộ điều khiển chỉnh sửa video, chỉnh sửa cơ sở thời gian, nội thất ghi hình, màn hình phát lại và xe đẩy, v.v.
Nhiều cơ sở truyền hình trên toàn thế giới vẫn có máy ghi âm U-matic để lưu trữ phát lại tài liệu được ghi vào những năm 1980. Ví dụ, cơ sở Thư viện Quốc hội tại Culpeper, Virginia giữ hàng ngàn tiêu đề trên video U-matic như một phương tiện cung cấp các bản sao truy cập và bằng chứng cho việc gửi bản quyền của các chương trình phát sóng và phim truyền hình cũ.
Hơn bốn thập kỷ sau khi được giới thiệu, định dạng này vẫn được sử dụng cho các nhiệm vụ cấp cao của ngành, có tính chuyên môn cao và phù hợp với nhu cầu của nhân viên sản xuất hơn VHS trong nước, mặc dù thời gian đã trôi qua của cây định dạng sản xuất dựa trên băng bởi Betacam và Betacam SP khi chúng lần lượt được thay thế bằng Digital Betacam và HDCAM.